# Фрідріх Гайлінгбруннер
Фрідріх «Фріц» Гайлінгбруннер (нім. Friedrich „Fritz“ Heilingbrunner; 5 жовтня 1891, Бамберг — 17 серпня 1977, Едлінг) — німецький офіцер, керівний співробітник люфтваффе, генерал зенітних військ.

## Біографія
18 липня 1910 року вступив у 2-й баварський піший артилерійський полк. Закінчив військове училище в Мюнхені (1912). Учасник Першої світової війни, командир батареї, в 1915-17 воював у складі турецької армії в Галліполі і Македонії. У березні-вересні 1919 року — член Добровольчого корпусу. Після демобілізації армії залишений в рейхсвері, командир батареї. У 1927-32 роках — інструктор артилерійського училища в Ютербозі. З 1 жовтня 1933 року — командир транспортного батальйону «Фюрт». 1 квітня 1935 року батальйон перетворений в зенітний і переданий люфтваффе. З 1 жовтня 1935 року — вищий командир зенітних частин 5-го авіаційного округу. 1 березня 1938 року призначений начальником 12-ї авіаційної області з штаб-квартирою у Вісбадені, з 31 січня 1941 по 17 березня 1943 року йому також була підпорядкована 13-та авіаційна область. 1 квітня 1944 року зарахований в резерв ОКЛ. 28 лютого 1945 року звільнений у відставку.

## Звання
- Фанен-юнкер (18 липня 1910)
- Фенріх (3 березня 1911)
- Лейтенант (28 жовтня 1912)
- Оберлейтенант (14 січня 1916)
- Гауптман (1 липня 1921)
- Майор (1 квітня 1932)
- Оберстлейтенант (1 листопада 1934)
- Оберст (1 серпня 1936)
- Генерал-майор (1 лютого 1939)
- Генерал-лейтенант (1 січня 1941)
- Генерал зенітних військ (1 липня 1942)

## Нагороди
- Медаль принца-регента Луїтпольда
- Залізний хрест 2-го і 1-го класу
- Орден «За заслуги» (Баварія) 4-го класу з мечами
- Срібна медаль «Ліакат» з шаблями (Османська імперія)
- Галліполійська зірка (Османська імперія)
- Почесний хрест ветерана війни з мечами
- Медаль «За вислугу років у Вермахті» 4-го, 3-го, 2-го і 1-го класу (25 років)
- Хрест Воєнних заслуг 2-го і 1-го класу з мечами